# Фудбалска репрезентација Туниса
Фудбалска репрезентација Туниса (арап. منتخب تونس لكرة القدم) је фудбалски тим који представља Тунис на међународним такмичењима, а под контролом Фудбалског савеза Туниса.
Шеснаест пута су учествовали на Афричком купу нација и четири пута на светском првенству.

## Историја
Репрезентација Туниса је своју прву утакмицу одиграла 25. јуна 1957. године, када је поражена од Алжира са 2-1. Прво велико такмичење за Тунис је био Афрички куп нација 1962. године. Поред Туниса на завршном турниру су још учествовали Етиопија, Уједињена Арапска Република (данашњи Египат) и Уганда. Тунис је заузео треће место. Тунис је 1965. године био домаћин завршног турниру Афричког купа нација. Репрезентација Туниса је стигла до финала, међутим у борби за титулу је поражена од Гане са 3-2.
Квалификације за Светско првенство 1978. године репрезентација Туниса је почела из прве рунде. Пласман на Свјетско првенство је било изузетно тешко остварити с обзиром да је ФИФА чланицама КАФ-а дала само једно место. У финалној рунди Тунис је играо у групи са Египтом и Нигеријом. Заузео је прво место са пет освојених бодова, те тако остварио свој први пласман на Светско првенство. Исте године је одржан Афрички куп нација у Гани. Репрезентација Туниса је заузела четврто место.
На Афричком купу нација 1996. године које је одржано у Јужноафричкој Републици осваја друго место након што је у финалу поражена од домаћина турнира са 2-0. Две године касније репрезентација Туниса по други пут успева да оствари пласман на Светско првенство. Првенство је 1998. године одиграно у Француској. Тунис је био у групи са Румунијом, Енглеском и Колумбијом. Заузео је четврто место са једним освојеним бодом.
На Светском првенству 2002. године репрезентација Туниса је играла у групи са Русијом, домаћином Јапаном и Белгијом. У првој утакмици изгубила је од Русије 2-0, затим одиграла 1-1 са Белгијом, док је трећу утакмицу изгубила 2-0 од Јапана. Били су домаћин Афричког купа нација 2004. године, којег су и освојили победивши у финалу локалног ривала Мароко са 2-1.
Светско првенство 2010. године драматично им је измакло, пошто су примили гол у последњим минутима. На Афричком купу нација 2012. су стигли до четвртфинала, а на првенству у Јужној Африци годину дана касније су испали у групној фази.

## Успеси

### Светска првенства
| Година       | Коло                  |
| ------------ | --------------------- |
| 1930 до 1958 | Није играла           |
| 1962         | Није се квалификовала |
| 1966         | Повукла се            |
| 1970         | Није се квалификовала |
| 1974         | Није се квалификовала |
| 1978         | Групна фаза           |
| 1982 до 1994 | Није се квалификовала |
| 1998         | Групна фаза           |
| 2002         | Групна фаза           |
| 2006         | Групна фаза           |
| 2010         | Није се квалификовала |
| 2014         | Није се квалификовала |
| 2018         | Групна фаза           |
| 2022         | Групна фаза           |
| Укупно       | 6/22                  |

### Афрички куп нација
- 1957 до 1959 – Нису учествовали
- 1962 – 3. место
- 1963 – Групна фаза
- 1965 – 2. место
- 1968 – Нису се квалификовали
- 1970 до 1974 – Нису учествовали
- 1976 – Нису се квалификовали
- 1978 – 4. место
- 1980 – Повукли се
- 1982 – Групна фаза
- 1984 до 1992 – Нису се квалификовали
- 1994 – Групна фаза
- 1996 – 2. место
- 1998 – Четвртфинале
- 2000 – 4. место
- 2002 – Групна фаза
- 2004 – 1. место
- 2006 – Четвртфинале
- 2008 – Четвртфинале
- 2010 – Групна фаза
- 2012 – Четвртфинале
- 2013 – Групна фаза
- 2015 – Четвртфинале
- 2017 – Четвртфинале
- 2019 – 4. место
- 2021 –

## Састав репрезентације
Састав тима за Светско првенство 2018.
Подаци ажурирани 29. јуна 2018, након утакмице са Панамом:
| Име                      | Датум рођења  | Број наступа | Број голова | Клуб           |         |         |
| Голмани                  | Голмани       | Голмани      | Голмани     | Голмани        | Голмани | Голмани |
| ------------------------ | ------------- | ------------ | ----------- | -------------- | ------- | ------- |
| Фарук Бен Мустафа        | 1. 7. 1989.   | 17           | 0           | Ал Шабаб       |         |         |
| Ајмен Матлути            | 14. 9. 1984.  | 71           | 0           | Ал Батин       |         |         |
| Муе Асен                 | 5. 3. 1995.   | 4            | 0           | Шатору         |         |         |
| Одбрамбени фудбалери     |               |              |             |                |         |         |
| Сијам Бен Јусеф          | 31. 3. 1989.  | 44           | 1           | Касимпаша      |         |         |
| Јоан Беналуан            | 28. 3. 1987.  | 5            | 0           | Лестер Сити    |         |         |
| Јасин Мери               | 2. 7. 1993.   | 20           | 1           | Сфаксијен      |         |         |
| Усама Адади              | 28. 1. 1992.  | 10           | 0           | Дижон          |         |         |
| Рами Бедуи               | 19. 1. 1990.  | 11           | 0           | Етоил ди Сахел |         |         |
| Дилан Брон               | 19. 6. 1995.  | 7            | 1           | Гент           |         |         |
| Али Малул                | 1. 1. 1990.   | 49           | 0           | Ал Ахли        |         |         |
| Хамди Нагуез             | 28. 10. 1992. | 18           | 0           | Замалек        |         |         |
| Фудбалери средине терена |               |              |             |                |         |         |
| Саиф Един Кауи           | 27. 4. 1995.  | 6            | 0           | Троа           |         |         |
| Вахби Хазри              | 8. 2. 1991.   | 39           | 14          | Рен            |         |         |
| Ферјани Саси             | 18. 3. 1992.  | 43           | 4           | Ал Наср        |         |         |
| Мохамед Амин Бен Амор    | 1. 1. 1992.   | 27           | 3           | Етоил ди Сахел |         |         |
| Ахмед Калил              | 21. 12. 1994. | 4            | 0           | Клуб Африкан   |         |         |
| Елијес Скири             | 10. 5. 1995.  | 8            | 0           | Монпеље        |         |         |
| Басем Срарфи             | 25. 6. 1997.  | 6            | 0           | Ница           |         |         |
| Гаилен Шалали            | 28. 2. 1994.  | 8            | 1           | Есперанса      |         |         |
| Наем Слити               | 27. 7. 1992.  | 22           | 3           | Дижон          |         |         |
| Нападачи                 |               |              |             |                |         |         |
| Фахредин Бен Јусеф       | 21. 6. 1991.  | 42           | 6           | Ал Етифак      |         |         |
| Анис Бадри               | 18. 8. 1990.  | 13           | 3           | Есперанса      |         |         |
| Сабер Калифа             | 14. 10. 1986. | 45           | 7           | Клуб Африкан   |         |         |